# Родичев, Михаил Матвеевич
Михаил Матвеевич Родичев (5 ноября 1911, д. Григорово, Калужская губерния — 30 марта 1991, Москва) — командир батареи 301-го гаубично-артиллерийского полка 7-й армии Северо-Западного фронта. Полковник. Герой Советского Союза.

## Биография
Родился 5 ноября 1911 года в деревне Григорово (ныне — Мосальского района Калужской области) в крестьянской семье. Русский. Окончил рабфак, работал каменщиком в Подмосковье.
В Красной Армии с 1933 года. В 1936 году окончил Одесскую военную артиллерийскую школу. Участник советско-финляндской войны 1939—1940 годов. Командир батареи 301-го гаубично-артиллерийского полка старший лейтенант Михаил Родичев отличился в боях на Выборгском направлении в период с 12 по 20 декабря 1939 года. Батарея Родичева в своём секторе обстрела подавила все огневые средства противника и разрушила дот. Будучи раненным, отважный офицер-артиллерист остался в боевом строю.
Указом Президиума Верховного Совета СССР от 15 января 1940 года «за образцовое выполнение боевых заданий командования на фронте борьбы с финской белогвардейщиной и проявленные при этом отвагу и геройство» старшему лейтенанту Родичеву Михаилу Матвеевичу присвоено звание Героя Советского Союза с вручением ордена Ленина и медали «Золотая Звезда».
В годы Великой Отечественной войны, участником которой он был с 1941 года, полковник Родичев М. М. командовал 1-й отдельной гвардейской миномётной Керченской Краснознамённой ордена Богдана Хмельницкого бригадой. Член ВКП(б)/КПСС с 1941 года. После войны М. М. Родичев продолжал службу в Советской Армии, был командиром артиллерийской части.
С 1959 года полковник Родичев М. М. — в запасе, а затем в отставке. Жил в городе-герое Москве. Скончался 30 марта 1991 года. Похоронен в Москве на Покровском кладбище (12 уч.).
Награждён орденом Ленина, 3 орденами Красного Знамени, орденами Александра Невского, Отечественной войны 1-й степени, 2 орденами Красной Звезды, медалью «За боевые заслуги», другими медалями.